# 恆山三定
「恆山三定」包括定靜師太、定閒師太和定逸師太，是金庸的武俠小說《笑傲江湖》中的虛構人物。
「恆山三定」是恆山派三位師太，深受門下弟子愛戴：定靜師太排行第一，為大師姐；定閒師太排行第二，同時為恆山派掌門；定逸師太排行第三，是儀琳之師父。
「恆山三定」雖是女性，但行事光明正大、而且不畏強權，在五嶽劍派合併一事堅持不肯妥協，因此被左冷禪和岳不羣視為不得不除去的眼中釘。
左冷禪派出多名手下假扮日月神教中人佈下埋伏，圍攻定靜師太，雖然令狐冲多番出手相救，但她最終傷重身亡。
之後左冷禪再次派出多名手下假扮日月神教中人突襲定閒師太和定逸師太，並放火企圖燒死二人，幸得令狐冲出手相救。
其後二人為了和平解決江湖人士欲營救任盈盈一事，先行上少林寺成功勸得方證大師釋放任盈盈，之後再次上山希望相助少林寺，豈料卻被修練了辟邪劍法的岳不羣用繡花針暗算致死。定閒師太臨終時仍擔心恆山派日後無人領導，於是她留下遺言打破常規懇求令狐冲執掌恆山派。

## 定靜師太
本可接掌恆山派，但因知道二師妹定閒師太更適合領導恆山派，故費了很多唇舌才成功說服恩師將掌門之位傳給定閒師太。可見她胸襟廣闊，不貪戀權位。
即使後來在嵩山派挑撥和威逼利誘下，仍然不為所動，堅拒併派，並重申自己無意取代定閒師太接任掌門。

## 定閒師太
恆山派掌門，慈悲為懷、見識不凡和臨危不亂，具領袖風，武功為恒山三定中最高。
心細如髮，雖然平時極少出庵，但於江湖上各門各派的人物，無一不是瞭如指掌。
與定逸在龍泉鑄劍谷遭遇伏擊，飛鴿傳書給定靜。
她不畏強權，在五嶽劍派合併一事堅拒讓步。
臨終前留下遺言，讓令狐冲接任恆山派掌門人。

## 定逸師太
儀琳師父，雖然脾氣暴躁，但愛護門下弟子，而且是非分明。
當她知道自己錯怪令狐冲時，便立刻斥責青城派弟子顛倒是非、冤枉好人。